# Badb
Badb [baðv] („Kampfeswut“), auch Bodb [boðv] (nicht zu verwechseln mit dem männlichen Gott Bodb Derg), Bodhb Chatha („Kampf-Bodhb“, „Schlachtkrähe“ [?]) oder Fea genannt, ist eine Gestalt der keltischen Mythologie Irlands. 
Im Lebor Gabala Eirenn wird sie als Mitglied der Tuatha de Danann, und zwar als Tochter des Aed Abrat und der Ernmas, sowie Enkelin Bresals genannt, stammt also sowohl aus der Familie Nuadas als auch des Dagda. Sie gilt als Schwester der Macha oder Nemain und der Morrígan oder Anand/Anu. Wie ihre beiden Schwestern erscheint auch Badb als dreifache Göttin oder in dreifacher Gestalt („Triade der Kriegsgöttinnen“).
Wahrscheinlich geht mittelirisch Bodb Chatha auf eine alte, in der Gallia Narbonensis verehrte keltische Gottheit namens (C)athubodua Augusta zurück.
Im Buch "Die Meute der Mórrígan" wird die Göttin zusammen mit Macha als Schwester und Aspekt der Morrígan dargestellt.